# Schwestern vom Göttlichen Willen
Die Schwestern vom Göttlichen Willen ( lat.: Congregatio Sororum a Divina Voluntate,   it.: Suore della Divina Volontà,  Ordenskürzel: SDV) sind eine Kongregation päpstlichen Rechts in der römisch-katholischen Kirche. Die Ordensgemeinschaft wurde 1865 in Bassano del Grappa  (Italien) von der seligen Gaetana Sterni (1827–1889) gegründet.

## Geschichte
Die junge Gaetana Sterni trat im Alter von zwanzig Jahren in die Ordensgemeinschaft der Canossianerinnen ein, musste diese jedoch verlassen, um ihre erkrankte Mutter zu pflegen. Mit 26 Jahren übernehmen sie, „um den göttlichen Willen“ zu erfüllen, in Bassano die Pflegearbeit in einem Heim für Bettler und Obdachlose. Später wurde sie Leiterin dieses Heimes und führte ein Leben nach den Evangelischen Räten in der Welt. Als sie mit zwei weiteren Mitschwestern Gelübde abgelegt hatte, begann 1865 die Arbeit der „Töchter vom Göttlichen Willen“ (it.: Figlie della Divina Volontà).
Unter dieser Bezeichnung wurde die Schwesterngemeinschaft am 19. Mai 1875 vom seligen Giovanni Antonio Farina, dem Bischof von Vicenza, nach bischöflichem Recht anerkannt und die erste Ordensregel festgelegt. Die päpstliche Approbation erteilte Papst Pius XI. am 10. Juli 1934, gleichzeitig nannte sich die Kongregation nun Schwestern vom Göttlichen Willen (it.: Suore della Divina Volontà).

## Apostolischer Auftrag
Die Schwestern nehmen sich der Bedürftigen und Ärmsten an. Sie betreuen sie zu Hause und unterstützen sie karitativ und finanziell. Die Schwestern leben in kleinen Gemeinschaften und sind in der Pastoral der jeweiligen Ortskirche tätig.

## Die Kongregation in Deutschland
Bis 1960 waren die Ordensschwestern hauptsächlich in den Gebieten von Veneto und Friaul tätig. Mit dem Eintreffen der ersten italienischen Familien in Deutschland begann die Kongregation, zusammen mit den Patres der Congregatio Scalabriniana, ihre Arbeit in Deutschland, um die Migranten in ihrer neuen Umgebung zu unterstützen und seelsorgerisch zu betreuen. In Deutschland gab es die nachstehenden Niederlassungen: Köln von 1961 bis 2014, Essen von 1962 bis 1987, Wuppertal von 1971 bis 2007, Gelsenkirchen von 1973 bis 1980, Stuttgart seit 1977 und Wolfsburg von 1987 bis 2015. Aus Altersgründen und Nachwuchssorgen zog sich die Ordensgemeinschaft 2015 aus Deutschland zurück. 

## Organisation
Die Kongregation wird von einer Generaloberin geleitet, der Sitz des Generalhauses ist Bassano del Grappa. Die Ordensgemeinschaft gliedert sich in Ordensprovinzen und regionale Niederlassungen. Es bestehen Ordenseinrichtungen seit 1962 in Brasilien, 1978 in Ecuador, 1989 in Kamerun, 1992 in Albanien und seit 1997 in Kolumbien. 2005 hatte die Kongregation 311 Mitglieder und betreut insgesamt 54 Einrichtungen.